# モンジョワ サンドニ!
モンジョワ サンドニ!（Montjoie Saint Denis!）とは、かつて存在したフランス王国の国の標語である。現在のフランスは共和国のため、使用されていない。

フランス王国の国章。上記の冠の左（Montjoie）右（Saint Denis）と書いてある。

## 歴史
フランス国王の守護聖人とされるディオニュシウス（英語、フランス語では ドニ と記入する ）を示している事が分かる。後のサン＝ドニ (地名)の由来になった。
遡る事、ルイ6世の時代に使用され始めた。
フランス革命後、フランス王国、国王を象徴する標語として、廃止された。

## モンジョワ の語源
サンドニは人物または街の名前を表していると解読出来るが、モンジョワの語源、意味はいつ出来たのか、いつ言われ始めたのかは現在も不明であるとされる。一部の国民や研究家では語源を探そうと現在も研究中である。最近の結果によって、現在最も古い｢モンジョワ｣の使用はローランの歌であるとされている。
- ゲルマン語の単語であるmund gawiから派生しているという説がある。これは「ラインを維持する」という意味でのフランス王国の集会の叫びとして使用されていたのではないかという説。
- 中世フランス語では 戦闘 を意味していたとしている説。

## 現在の使用において
2018年のパイ投げ大会の際に一部の国民が｢Montjoie Saint Denis!｣と叫んでいたと報道された。また、メディアは｢Montjoie Saint Denis!｣と叫ぶ国民は右翼または極右思想を団体であると断定している。
2021年6月にフランス共和国大統領のエマニュエル・マクロンが、突然、一般男性に平手打ちを受ける事件が発生した。犯人は｢Montjoie Saint Denis!｣と叫んでいたと現地メディアが報道した。犯人はいわゆる王党派（君主制支持）だったと憶測が飛び立った。平手打ちの事件は日本でも報道された。

### 参考
- Millington, Ellen J. (英語). Heraldry in history, poetry, and romance. p. 58
- Foley, Michael P. (英語). Drinking with the Saints: The Sinner's Guide to a Holy Happy Hour. Simon and Schuster. p. 355. ISBN 978-1-62157-383-8
- Wilson, Stephen (英語). Saints and Their Cults: Studies in Religious Sociology, Folklore and History. CUP Archive. p. 153. ISBN 978-0-521-31181-6
- Beaune, Colette [in フランス語] (1985). Naissance de la nation France. Bibliothèque des histoires (フランス語). Paris: Gallimard. ISBN 2-07-070389-4。Réédition : Beaune, Colette (1993). Naissance de la nation France. Folio. Histoire, no.56 (フランス語). Paris: Gallimard. ISBN 2-07-032808-2。.
- Lombard-Jourdan, Anne [in フランス語] (1991). Fleur de lis et oriflamme: signes célestes du royaume de France (フランス語). préf. Jacques Le Goff. Paris: Presses du CNRS. ISBN 2-87682-058-7。.